# عين بوبين
عين بوبين، هو بركة مياه جوفية تقع في أراضي بلدة دير ابزيع في قضاء رام الله.

## أصل التسمية
أصل الاسم كنعاني وقد يكون مشتقا من وجود بابين لعين الماء.

## الموقع
هو أحد أكبر الينابيع في منطقة رام الله، حيث يخرج المياة من ثقب الأرض ليصب بداخل بركة تخزين يبلغ عمقها حوالي 10 × 12 مترًا وعمقها 2.7 متر، تقسم البركة إلى قسمين وفق جدار اسمنتي لا يلاحظ بسبب ارتفاع المياة، ويزورها المصطافون للتجوال والسباحة، وتحيط بالمكان أشجار الزيتون والرمان والحمضيات.

## مطامع استيطانية
يسعى المستوطنون الإسرائيليون إلى السيطرة على الموقع الذي تحيط به مستوطنات ناحال، ودولف، وتالمون 1+2 التي أنشئت على الجبال التي تحيط بالموقع. ويطلق المستوطنون على المكان اسم «عين داني»، نسبة إلى مستوطن قتل بالقرب من المكان عام 2015، وينظمون اقتحامات مسلحة متكررة للمكان، وقد أقام جيش الاحتلال الإسرائيلي بوابة حديدية على مداخل العين في محاولة لتقييد أو منع وصول الفلسطينيين من الوصول إلى اراضيهم المجاورة للعين أو التنزه بمحاذاتها.